# Perfumeのパンパカパーティー
『Perfumeのパンパカパーティー』（パフュームのパンパカパーティー）は、Perfumeがパーソナリティを務めたCBCラジオのラジオ番組。

## 放送枠の変遷
- 月曜 24:00 - 24:50（ハイパーナイト枠内、2007年10月1日 - 2008年3月24日）
- 土曜 23:30 - 24:00（2008年4月5日 - 9月27日）

### 復活番組
- アルバムFuture Popが2018年8月15日にリリースされたことを記念して、2018年8月20日24：30 - 25：00にCBCラジオで放送された[1]。

## 主なコーナー
- パフュズバッ!

その週にあったニュースの中から、メンバーが気になった話題について雑談。
- シークレットシークレット（2008年4月5日放送分 - 5月24日放送分）

リスナーの告白を話題に雑談。最後に「シュレッダーガール」（のっち）が、「セラミックガール」を（「セラミック」を「シュレッダー」に変えて）歌いながら紙をシュレッダーにかける。
- シークレットシークレット2（2008年6月7日放送分から）

メンバーの中から週替わりで2人だけで雑談。
- のちぐさかおるののっちのち天気予報
- Perfumeの近未来研究所!!!
- めざせ!!!パーフェクト・スター
- のっち師匠のオチないダジャレ

のっち師匠が、どんなウマいダジャレもオチなくして台無しにしてしまうコーナー。内容は大本が作ったものの他、リスナーから募集している。大本が作った例としては「サラミ食うガール!」（「セラミックガール」にかけて。番組外で作ったが、西脇がサラミを持ってポーズを取った写真も公開されている）、「マスカラ付けてますからー!」等。大本演じる「オチのない、のちぐさかおるののっちのち天気予報」が元になったコーナー。
- 謎のふわふわ系女子高生JKかしゆかの使える受験豆知識（JKかしゆかキャラの口調でしゃべる。内容はリスナーから募集）

受験に失敗し、高校を留年してしまったJKかしゆかが、その名の通り、試験で登場する重要な事項の覚え方を教えるコーナー。覚え方は、主に語呂が多い。このコーナーも「JKかしゆかのコーナー」が元になったコーナー。

## ゲスト
- 掟ポルシェ（2008年5月3日放送分）
- にしおかすみこ（2008年6月14日放送分）
- 西脇彩華（9nine、2008年8月23日放送分）

## 備考
- 番組のキャッチフレーズは「土曜の夜はあなたのハートをロックオン!」である。「土曜の夜」は「サタデーナイト」、もしくは「今夜」に、「ハート」は「心」に変わる時もある。ちなみに「ロックオン!」は「録音」にかけている（「ハイパーナイト」時代は原則生放送だったことから）。
- 樫野演じる「JKかしゆか」は、この番組で誕生した。以前はワンコーナー設けられており、「ふわふわ系のぉー女子高生がぁーあなたのお悩みをまろやかに解決。っていうかぁー、かしゆかのコーナー!このコーナーはーJKかしゆかがみんなのお悩みに適当に答えるコーナーです」と言う決まり文句があった。回答は色々しゃべった挙げ句、最後はしばしば「わからにゃい!（分からない!）」で締めくくられた。また、JKかしゆか風の「北海道に住むJKK（樫野は石川県生まれ、函館、大阪を経て小学2年生から広島在住）」が番組に電話をかけてくると言う設定もある。
- 2008年5月24日の放送において、番組公式サイトが、CBCラジオの全番組サイトの中のアクセス数でトップに立った。
- 番組内のナレーションは、主にCBCの氏田朋子アナウンサーが担当。番組内の企画での「私、タカシの彼女なんだけど、なんであなたタカシの部屋にいるのよ」というセリフとその整った口調をPerfumeがしきりと話題にしたことから、後にツンデレ対決の企画が生まれた。
- 番組のノベルティグッズはサイン入り「パンパカクリアファイル」。メール、葉書を採用された中から各週一人に送られた。
- 番組の終了は、2008年9月20日放送分の終わり近くに氏田アナがリスナーに「お知らせ」する形で発表された。最終回では突然の番組終了を惜しむリスナーの投稿が多数紹介され、メンバーも番組への愛着を語った。また、番組ホームページには番組スタッフからのお詫びの言葉と共に、メンバー3人の直筆メッセージが掲載された。なぜ一年で打ち切り同然に終わったのかは未だに不明。